# Fred Reyes
Frederick Reyes, detto Fred (...), è un animatore e sceneggiatore statunitense.
Nel corso della sua carriera ha lavorato su: Anche i cani vanno in paradiso, Roswell Conspiracies, RoboCop: Alpha Commando, Dilbert, Spawn, Le avventure di Jackie Chan, X-Men: Evolution, Ozzy & Drix, TMNT, Megas XLR, Ben 10, Juniper Lee, Danny Phantom, Dead Space - La forza oscura, Wolverine and the X-Men, Biancaneve e gli 007 nani, The Replacements - Agenzia sostituzioni, Planet Hulk, Generator Rex e G.I. Joe.